# Thieulloy-l’Abbaye
Thieulloy-l’Abbaye (picardisch: Tulloy-l’Abbie) ist eine nordfranzösische Gemeinde mit 382 Einwohnern (Stand 1. Januar 2022) im Département Somme in der Region Hauts-de-France. Die Gemeinde liegt im Arrondissement Amiens und ist Teil der Communauté de communes Somme Sud-Ouest und des Kantons Poix-de-Picardie.

## Geographie
Die Gemeinde liegt rund sechs Kilometer nordwestlich von Poix-de-Picardie und 4,5 Kilometer südwestlich von Hornoy-le-Bourg. Zu Thieulloy gehören der Gemeindeteil Le Fays (Fays-lès-Hornoy) im Westen sowie die Gehöfte Le Moulin Carouaille im Norden und Hermilly im Osten.

## Geschichte
Der Zusatz l’Abbaye im Gemeindenamen soll auf eine klösterliche Niederlassung in Le Fays zurückgehen, die von der Abtei Selincourt abhängig gewesen sein soll.

## Einwohner
| 1962 | 1968 | 1975 | 1982 | 1990 | 1999 | 2006 | 2011 |
| ---- | ---- | ---- | ---- | ---- | ---- | ---- | ---- |
| 406  | 386  | 370  | 287  | 282  | 276  | 299  | 317  |

## Sehenswürdigkeiten
- Mariä-Himmelfahrts-Kirche aus dem 16. Jahrhundert

## Persönlichkeiten
- Michel Payen, französischer Fußballspieler, wurde 1915 hier geboren.